# Vazīrīyeh
Vazīrīyeh (persiska: وزیریّه) är en ort i Iran.   Den ligger i provinsen Khorasan, i den nordöstra delen av landet, 600 km öster om huvudstaden Teheran. Vazīrīyeh ligger 1 294 meter över havet och antalet invånare är 158.
Terrängen runt Vazīrīyeh är kuperad åt nordväst, men åt sydost är den platt. Runt Vazīrīyeh är det ganska tätbefolkat, med 56 invånare per kvadratkilometer. Närmaste större samhälle är Shūrī-ye Bozorg, 14,9 km sydost om Vazīrīyeh. Trakten runt Vazīrīyeh består i huvudsak av gräsmarker.